# Graptomyza yasumatui
Graptomyza yasumatui är en tvåvingeart som beskrevs av Ouchi 1943. Graptomyza yasumatui ingår i släktet Graptomyza och familjen blomflugor. Inga underarter finns listade i Catalogue of Life.